# Tuckmanove faze razvoja skupine
Tuckmanove faze razvoja skupine Forming – Storming – Norming – Performing (angl.) opisujejo, kako se spreminja dinamika
skupine tekom njenega razvoja. Prvi jih je predlagal Bruce Tuckman leta 1965. Trdil je, da so vse faze potrebne in neizogibne za rast skupine ter za njeno soočanje z izzivi, obvladovanje problemov, iskanje rešitev, načrtovanje dela in podajanja rezultatov. Ta model je postal osnova za vse nadaljnje modele razvoja in delovanja skupine. 

## Tuckmanov model razvoja skupin

### Oblikovanje skupine (angl.forming)
V prvi fazi razvoja skupine se oblikujejo skupine. Obnašanje posameznikov je naravnano tako, da bi bili sprejeti v skupini. Posamezniki se prav tako skušajo izogniti konfliktom in nasprotjem v skupini. Člani skupine se izogibajo resnim problemom in čustvom. Osredotočijo se na zaposlenost z rutinami, kot je na primer organizacija skupine, zadolženost posameznikov za določene naloge, termini naslednjih srečanj in podobno. Posamezniki prav tako zbirajo informacije, vtise drug o drugem, vtise o obsegu naloge in o tem, kako pristopiti k nalogi. To je prijetna faza, vendar se zaradi izogibanja konfliktov ne naredi prav dosti. Skupina se uči o priložnostih in izzivih, nato pa se dogovorijo o ciljih in začnejo s pripravo na nalogo. Člani skupine se obnašajo neodvisno, individualno. Morda so motivirani, vendar običajno nepoučeni o problemu skupine. Člani skupine se vedejo ustrezno, vendar so precej osredotočeni nase. Zreli člani skupine pa oblikujejo primerno vedenje že v tej zgodnji fazi. Faza oblikovanja skupine je pomembna v katerikoli skupni, ker se v tej fazi člani skupine med seboj spoznavajo in izmenjajo nekaj osebnih informacij, prav tako lahko oblikujejo nova prijateljstva. Ta faza je prav tako priložnost, da vidimo, kako se posamezniki obnašajo kot člani skupine in kako se odzovejo na pritisk.

### Zbiranje idej, viharjenje (angl.storming)
Naslednja faza, v katero bo vstopila vsaka skupina, je faza viharjenja, v kateri za prevlado tekmujejo različne ideje članov skupine. Skupina se ukvarja s tem, katere probleme je zares potrebno rešiti, kako bodo člani skupine funkcionirali neodvisno in kako skupaj ter kateri model vodenja bodo sprejeli. Člani skupine se odprejo drug drugemu ter se soočijo z idejami drugih in njihovimi perspektivami. V nekaterih primerih je faza viharjenja lahko hitro razrešena. V drugih primerih pa skupina nikoli ne zapusti te faze. Zrelost nekaterih članov skupine po navadi določa, ali se bo skupina kdaj premaknila iz te faze. Nekateri člani skupine se bodo osredotočili na podrobnosti, da bi se izognili realni problematiki.
Ta faza je nujna za rast skupine. Lahko povzroča spore med člani skupine, lahko je neprijetna ali celo boleča za člane skupine, ki ne marajo konfliktov. V tej fazi naj bi bila poudarjena strpnost vsakega člana skupine in razlike med njimi. Brez strpnosti in potrpežljivosti bo skupini spodletelo. Ta faza lahko postane destruktivna in lahko zniža motivacijo, če stvari uidejo izpod nadzora. Nekatere skupine se po tej fazi ne bodo razvijale. 
Vodje skupine so v tej fazi lahko bolj dostopni, vendar težijo k temu, da ostanejo direktivni pri svojem vodenju glede sprejemanja odločitev in profesionalnega obnašanja. Člani skupine bodo tako razrešili medsebojne razlike in bodo lahko med seboj sodelovali bolj sproščeno. V tej fazi se stremi k temu, da se člani skupine ne bi počutili, kot da jih nekdo obsoja, in bi zato lažje delili svoja mnenja in poglede. Po navadi pride do napetosti in včasih tudi do prepirov. Ta faza je lahko vznemirjajoča.

### Normiranje (angl.norming)
V tej fazi ima skupina en cilj in skupen načrt. Nekateri člani skupine bodo mogoče morali opustili svoje ideje in se strinjati z drugimi, da bo lahko skupina delovala. V tej fazi vsi člani skupine prevzamejo odgovornost in imajo ambicijo, da delajo za uspeh skupinskih ciljev. V tej fazi obstaja nevarnost, da bi bili člani skupine tako osredotočeni na preprečitev konflikta, da ne bi želeli deliti kontroverznih idej.

### Delovanje (angl.performing)
Nekatere skupine lahko dosežejo tudi fazo delovanja. Te skupine lahko delujejo kot enota, ker najdejo načine, da svoje delo opravijo gladko in učinkovito brez neprimernih konfliktov ali potrebe po zunanjem nadzoru. Do te faze so člani skupine že motivirani in poučeni. Člani skupine so v tej fazi kompetentni, avtonomni in so brez nadzorstva zmožni obvladovati proces sprejemanja odločitev. Nestrinjanje je pričakovano in dovoljeno, dokler je izraženo skozi sredstva, ki so sprejemljiva skupini.
Nadzorniki skupine so med to fazo skoraj vedno sodelovalni. Skupina bo v tej fazi sprejela večino potrebnih odločitev. Tudi tiste skupine, ki so visoko delujoče, se bodo v nekaterih okoliščinah vrnile na predhodne faze. Veliko dolgo obstoječih skupin gre velikokrat skozi te cikle kot reakcija na spremembo okoliščin. Sprememba v vodstvu lahko na primer povzroči, da se skupina vrne v fazo konfliktov, ker novi ljudje izzovejo obstoječe norme in dinamiko skupine. 

## Nadaljnji razvoj

### Faza prekinitve (angl.adjourning)
Leta 1977 je Tuckman z Mary Ann Jensen dodal peto fazo: faza prekinitve, ki vključuje dokončanje naloge in razdor supine. 

### Model TPR Johna Fairhursta
Alasdair A.K.White je skupaj s svojim kolegom Johnom Fairhurstom pregledal Tuckmanov razvoj sekvence in razvil White-Fairhurst model TPR. Avtorja sta poenostavila zaporedje Tuckmanovih faz in skupaj združila faze oblikovanja, normiranja in viharjenja v fazo transformiranja, ki jo enačita z začetnim nivojem delovanja. Fazi transformiranja sledi faza delovanja, ki vodi do novega nivoja delovanja, tej fazi pa sledi faza preoblikovanja. Njuno delo je kasneje nadaljeval White v svojem eseju »From Comfort Zone to Performance Management«, v katerem prikaže povezavo med Tuckmanovim delom ter konceptom »coping cycle« Colina Carnalla in teorijo cone domačnosti. 

## Omejitve Tuckmanovega modela
Tuckman je prepoznal več omejitev svojega originalnega modela razvoja skupine. Prva in najbolj pomembna omejitev je ta, da v pregledani literaturi ni bil zastopan reprezentativen vzorec situacij, kjer naj bi se dogajali razvojni procesi malih skupin. Nekatere situacije, predvsem terapevtsko-skupinske situacije, so bile opazno preveč zastopane.  V nadaljnjih raziskavah je bila ta omejitev preučevana, a v omejenem obsegu, vendar ostaja neopaženo, da je bil model posplošen izven svojega prvotnega okvirja.
Cassidy je v svoji študiji raziskovala, do katerega obsega Tuckmanov model primerno opisuje razvoj skupine izven terapevtskega konteksta. Preučila je vzorec modelov razvoja skupine, objavljenih med 1990 in 2001, in odkrila, da vsi ustrezajo petstopenjskemu modelu. Našla je razlike v lokaciji in definiciji faze konflikta. Prikazala je spremembo v fokusu gledanja na konflikt kot fazo v raziskovanje dejavnikov, ki ženejo konflikt. Ta sprememba naj bi povezala na videz različne modele iz strokovne literature. Cassidy je prav tako opazila, da Tuckmanova »storming« faza ni jasno določena faza izven terapevtskih skupin, kar omejuje uporabo Tuckmanovega modela v eksperimentalnem izobraževanju.  
Ostale omejitve, ki jih je Tuckman opazil, vključujejo pomanjkanje natančnosti kvantitativnega raziskovanja pri njegovih opazovanjih. Prav tako je izrazil skrb glede opisa in nadzora neodvisnih spremenljivk. Model je osnovan na podlagi pregleda literature in na podlagi opazovanja omejenega števila situacij majhnih skupin. Zaradi narave terapije v terapevtskih skupinah ni nihče poskušal vzpostaviti nadzora. Tuckman je pripomnil, da niso prišli do nobenega zaključka o specifičnih efektih neodvisnih spremenljivk o razvoju skupine. Dodatne omejitve so prepoznali skozi nadaljnjo analizo modela.
Rickards in Moger sta opazila, da modelu manjka celotno pojasnilo o tem, kako se skupine spreminjajo skozi čas. Prav tako sta prepoznala dva pomembnejša pomisleka, ki se vežeta na izvedbo naloge. Prvi je ta, da model ne obravnava učinkov razvoja skupine na ustvarjalnost pri reševanju problemov. Drugi pomislek pa je ta, da model ne obravnava niti neuspeha pri izvajanju nalog niti možnosti, da se pokaže izjemna zmogljivost. Rickards in Moger sta postavila dve pomembni vprašanji: prvič, kaj če se faza viharjenja, konfliktov nikoli ne konča, in drugič, kaj je potrebno za preseganje norm uspešnosti?
Miller je opredelila raziskavo razvoja skupine kot raziskavo o dejavnosti skupine in kako se te dejavnosti spreminjajo skozi obdobje obstoja skupine. Po analiziranju hierarhičnih modelov, kot je Tuckmanov model, je zaključila, da obstaja visoka stopnja konsistentnosti in podobnosti v opisu faz. Prav tako je opazila veliko teoretikov, ki predlagajo, da so razvojni procesi bolj kompleksni, kot to odražajo linearni modeli. Sundstrom, De Meuse in Futrell so ponovno izpostavili to zaskrbljenost in izjavili, da lahko takšna raziskava postavlja pod vprašaj dolgoletne predpostavke, da majhna skupina predstavlja en subjekt in da en model ustreza vsem skupinam. 
Gersick je ugotovila podobnost faznih modelov, z opazko, da so modeli globoko zakoreninjeni v paradigmi, da gre pri razvoju skupin za neizogiben napredek. Raziskovalci razlagajo razvoj kot gibanje v smeri naprej in pričakujejo, da bo vsaka skupina sledila isti zgodovinski poti. Gersick je izpostavila več kritik tega pogleda, vključno s teorijami, ki razlagajo več možnih zaporedij ali iterativnih ciklov razvoja skupine. Poleg tega so raziskovalci spraševali, ali takšni modeli ustrezno obravnavajo mehanizme za spremembo skozi življenjsko dobo skupine, oziroma kdaj in kako se skupina premakne iz ene faze v drugo. Na koncu je povzela, da so modeli omejeni, ker raje opredelijo skupine kot zaprte sisteme, kot pa da obravnavajo zunanje vplive na razvoj skupine.